# 铜陵学院
铜陵学院为中华人民共和国安徽省铜陵市的一所全日制普通本科院校。

## 历史沿革

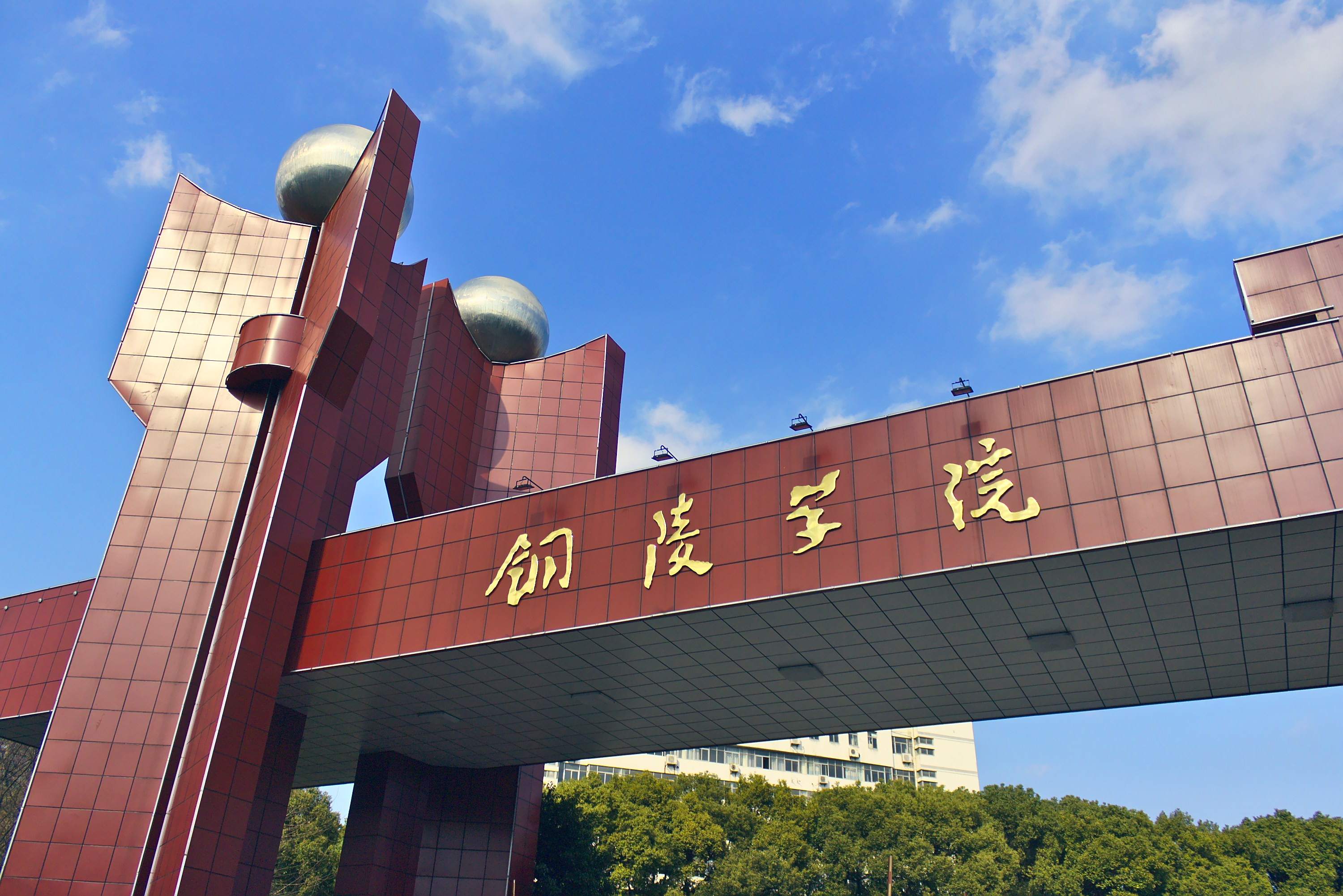
铜陵学院北京路校区正门

该校的历史可以追溯至1958年建立的安徽省铜官山有色金属工业学校，以及1978年创建的安徽劳动大学铜陵市师范专科班。1979年10月，安徽劳动大学在铜陵的专科班更名为安徽师范大学铜陵专科学校，由安徽省高等教育局和铜陵市人民政府双重领导。1983年，改名为铜陵财经专科学校。而铜官山有色金属工业学校随后亦易名为安徽冶金工业学校。2000年，铜陵师范学校、安徽冶金工业学校并入铜陵财经专科学校。2002年，中华人民共和国教育部同意铜陵财经专科学校升格为本科层次的铜陵学院，并实施省、市共建，以安徽省人民政府为主的管理体制。2019年，铜陵學院成為安徽省新增碩士學位授予單位立項建設單位，并正在争取升格为铜陵大学。

## 校园环境

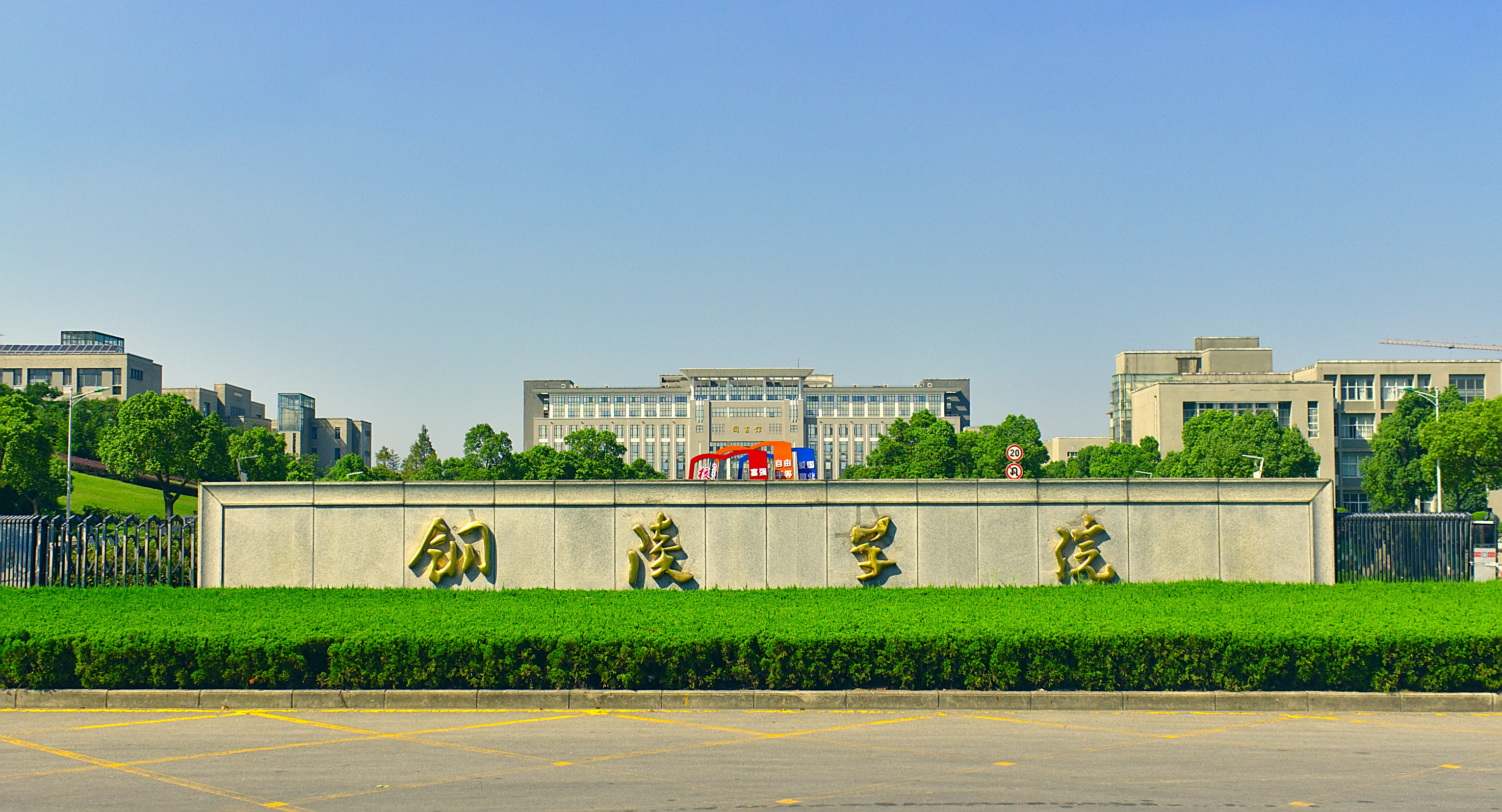
铜陵学院新区正门

该校拥有翠湖校区、育秀校区两个校区。总共占地面积为1310亩，各类校舍面积452003.2平方公尺。

### 校园文化
铜陵学院的校训为“明德尚能，博学日新”，其中，“明德”出自《大学·第一章》，“博学”出自《中庸》，而“日新”出自《礼记·大学》。
铜陵学院拥有相对多元的社团活动。该校亦于2004年起开始举办校社团文化节。

## 学术研究

### 学科设置
铜陵财经专科学校时期，该校最初设立了商业财务会计、商业计划统计、商企管理及英文四个科系。其後，歷經改制，所设专业数量不断增加。至2022年9月，铜陵学院设有14个二级学院或教学单位，63个本科专业。该校的专业财经特色鲜明，经济学、管理学有一定的影响力，其中，会计学与国际经济与贸易科系为国家级特色专业，财务管理科为国家级综合改革试点专业。
| 教学单位名称         | 学科设置 | 网页                     |
| -------------------- | --- | ------------------------ |
| 会计学院             | 会计学、财务管理、审计学和资产评估 | ※ （页面存档备份，存于） |
| 工商管理学院         | 市场营销、电子商务、人力资源管理、物流管理、质量管理工程、跨境电子商务                                                                                               | ※ （页面存档备份，存于） |
| 外国语学院           | 商务英语、英语（含师范） | ※ （页面存档备份，存于） |
| 财税与公共管理学院   | 劳动与社会保障、税收学、房地产开发与管理 | ※ （页面存档备份，存于） |
| 金融学院             | 金融学、投资学、保险学、金融工程、互联网金融 | ※ （页面存档备份，存于） |
| 经济学院             | 国际经济与贸易、经济学、经济统计学、商务经济学、数字经济 | ※ （页面存档备份，存于） |
| 法学院               | 法学、社会工作、知识产权 | ※ （页面存档备份，存于） |
| 文学与艺术传媒学院   | 音乐学（师范）、音乐表演、汉语言文学、广告学、网络与新媒体、网络媒体艺术、视觉传达艺术、环境艺术、公共艺术、美术学                                                   | ※ （页面存档备份，存于） |
| 数学与计算机学院     | 数学与应用数学、数学与应用数学（师范）、计算机科学与技术（国家级一流本科专业建设点）、物联网工程、数字媒体技术、金融数学、数据科学与大数据技术、应用统计学、人工智能 | ※ （页面存档备份，存于） |
| 电气工程学院         | 自动化、电气工程及其自动化、电子信息工程、通信工程、建筑电气与智能化                                                                                                 | ※ （页面存档备份，存于） |
| 机械工程学院         | 机械设计制造及其自动化、材料成型及控制工程、金属材料工程、机械电子工程、汽车服务工程、机器人工程、增材制造工程                                                       | ※ （页面存档备份，存于） |
| 建筑工程学院         | 土木工程（含专升本）、建筑学（五年制）、工程管理、工程造价、地理信息科学、工业工程、遥感科学与技术                                                                   | ※ （页面存档备份，存于） |
| 马克思学院（思政部） | （主管该校思想政治理论课教学及马克思主义理论研究） | ※ （页面存档备份，存于） |
| 体育部               | （主管该校体育教学、体育训练、群体活动及体育竞赛） | ※ （页面存档备份，存于） |
| 继续教育学院         | （主管該校成人高等教育工作） | ※ （页面存档备份，存于） |

### 学术资源
铜陵学院图书馆在翠湖校区及育秀校区均有馆舍。有纸质藏书171万余册，电子图书250万余册，各类中外文报刊1500余种，中外文数据库60余种，在该校着力发展铜文化的背景下，图书馆建立了中国青铜文化数据库。此外，铜陵学院亦依托现有资源，成立了铜陵学院铜文化发展研究中心、沈浩精神传承基地等研究基地。
2002年，《铜陵财经专科学校学报》易名为《铜陵学院学报》，《铜陵学院学报》为铜陵学院主管的校学术期刊，1999年获安徽省文科学报研究会评为安徽省高校优秀学报一等奖，2004年该学报获安徽省教育厅、安徽省新闻出版局评为安徽省高校优秀学报（社会科学版）三等奖。

### 学术交流
作为应用型本科高校的铜陵学院，成为本科院校后，在人才培养上注重培养学生的应用能力，并大力开展校地合作工作，加强了与铜陵市艺术剧院等地方文艺院的团台作。2008年，铜陵学院发起创立了“安徽省应用型本科高校联盟”。
2005年，铜陵学院与阿根廷布宜诺斯艾利斯大学联合成立了安徽省西班牙语培训中心，隶属于该校外国语学院。